# Antoine François Prévost
Antoine François Prévost, também conhecido como Prévost d'Exiles ou Abade Prévost (Hesdin, 1 de abril de 1697 – Oise, 25 de novembro de 1763) foi um escritor francês, famoso sobretudo pela Histoire du Chevalier des Grieux et de Manon Lescaut, publicada em Amsterdã em 1731 como sétimo e último volume das Mémoires et aventures d'un homme de qualité qui s'est retiré du monde.

## Biografia
Batizado como Antoine François Prévost, ele mesmo acrescentou o sobrenome d'Exiles, que descreve bem sua personalidade cheia de contradições. Espírito inquieto, ele parecia ter dificuldade em encontrar-se a si mesmo e descobrir sua verdadeira vocação. Entrou como noviço para a ordem dos jesuítas em 1713, mas parece que sua vocação religiosa não era muito forte, pois dois anos mais tarde ele decidiu abandonar o noviciado e seguir a carreira militar.
A brutalidade da vida militar, contudo, não afinava muito bem com a sua personalidade, e além disso ele tinha aversão à disciplina. Voltou rápido para a Sociedade de Jesus, mas não ficou lá muito tempo. Em 1720 ele entrou para a ordem dos beneditinos e tornou-se abade; em 1726 ele foi ordenado padre. Seus contínuos romances causaram escândalo dentro da ordem, da qual ele foi expulso em 1728, não sem antes despir-se diante dos padres e atirar sua batina pela janela. Enfurecidos, os beneditinos obtiveram contra ele uma lettre de cachet (uma ordem real de prisão na França pré-revolucionária), o que o obrigou a fugir para a Inglaterra, onde ele conseguiu se estabelecer como preceptor da filha de um nobre.
Um caso de amor com a mesma o obrigou a refugiar-se nos Países Baixos (1730), onde foi publicado o romance que lhe rendeu a glória. Proibido na França, mesmo assim cópias pirateadas do mesmo entraram no país, garantindo a fama do abade. Em 1736 ele voltou à França, foi perdoado e se reconciliou com a Igreja Católica. O Abade Prévost morreu subitamente durante um passeio perto de sua casa, provavelmente de um ataque cardíaco, de apoplexia, ou do rompimento de um aneurisma. Seu corpo só foi encontrado dias depois, daí a incerteza na data da sua morte.

## Avaliação de sua obra
O Abade Prévost geralmente não é visto como um dos gigantes da literatura francesa; ninguém o coloca no mesmo pedestal que um Victor Hugo ou um Honoré de Balzac. No entanto, uma única obra sua, a Manon Lescaut, se imortalizou graças às óperas de Auber, Massenet e Puccini, e rendeu vários filmes e até mesmo telenovelas de televisão. Para alguns, como o escritor francês Guy de Maupassant, ela encarna o eterno feminino. Eis como Maupassant se exprime: Eis Manon Lescaut, mais verdadeiramente mulher que todas as outras, ingenuamente descarada, pérfida, amante, perturbadora, espiritual, temível e charmosa. Nessa figura tão plena de sedução e de instintiva perfídia, o escritor parece ter encarnado tudo que há de mais gentil, de mais envolvente, e de mais infame no ser feminino. Manon é a mulher por inteiro, como ela é, sempre foi, e sempre será.
No entanto, este pequeno hino em louvor à canalhice não convence todo mundo; da mesma forma, poderíamos argumentar que a Virgem Maria representa o "eterno feminino".

## Trabalhos
- Les Aventures de Pomponius, chevalier romain (1724).
- Mémoires et aventures d’un homme de qualité (1728-1731).
- Histoire du chevalier des Grieux et de Manon Lescaut (o 6º volume de Mémoires et aventures d'un homme de qualité), mais conhecido como "Manon Lescaut"  (1731, 1753).
- Le Philosophe anglais ou Histoire de M. Cleveland, fils naturel de Cromwell (1731- 1739).
- Le Doyen de Killerine (1735-1740).
- Histoire d'une Grecque moderne (1740).
- Histoire générale des voyages (um total de 20 vol. : 15 vol. de 1746 à 1759, seguidos de 5 volumes póstumos até 1789).
- Histoire de Marguerite d’Anjou (1740).
- Mémoires pour servir à l’histoire de Malte (1741).
- Campagnes philosophiques (1741).
- Histoire de Guillaume le Conquérant, duc de Normandie et roi d'Angleterre, Prault fils (1742).
- Manuel lexique ou dictionnaire portatif des mots François (1750).
- Le Monde moral ou Mémoires pour servir à l’histoire du cœur humain (1760).